# 대명안찰사지철혈단안
《대명안찰사지철혈단안》(중국어 간체자: 大明按察使之铁血断案, 정체자: 大明按察使之鐵血斷案, 병음: Dà míng àn chá shǐ zhī tiě xuè duàn àn 다밍안차스즈톄셰돤안[*])은 중국의 텔레비전 드라마이다.

## 등장 인물
- 요노 (姚橹) : 주신 (周新) 역
- 유계 (劉季) : 주신의 아내 역